# Словенський алфавіт
Словенський алфавіт - алфавіт, який використовується для запису словенської мови ; складається з 25 букв і побудований на основі латинського алфавіту з трьома додатковими буквами: Č, Š, Ž . На письмі також вживаються три диграфи : NJ, LJ і DŽ. Таким чином, загальне число графем (і, відповідно, суперфон ) в словенській мові становить 28. Кожна буква, включаючи диграфи, має свій аналог в кириличній вуковиці .

## Таблиця
| Літера | МФА           | Літера | МФА      |
| ------ | ------------- | ------ | -------- |
| A, a   | /a/           | M, m   | /m/      |
| B, b   | /b/           | N, n   | /n/      |
| C, c   | /ts/          | O, o   | /ɔ/, /o/ |
| Č, č   | /tʃ/          | P, p   | /p/      |
| D, d   | /d/           | R, r   | /r/      |
| E, e   | /ɛ/, /e/, /ə/ | S, s   | /s/      |
| F, f   | /f/           | Š, š   | /ʃ/      |
| G, g   | /g/           | T, t   | /t/      |
| H, h   | /x/           | U, u   | /u/      |
| I, i   | /i/           | V, v,  | /v/, /w/ |
| J, j   | /j/           | Z, z   | /z/      |
| K, k   | /k/           | Ž, ž   | /ʒ/      |
| L, l   | /l/, /w/      |        |          |